# Aittosaari (ö i Norra Savolax, Norra Savolax, lat 63,27, long 26,61)
Aittosaari är en ö i Finland. Den ligger i sjön Pielavesi och i kommunen Pielavesi i den ekonomiska regionen  Övre Savolax   och landskapet Norra Savolax, i den centrala delen av landet, 400 km norr om huvudstaden Helsingfors. Öns area är 26,2 hektar och dess största längd är 0,7 kilometer i nord-sydlig riktning.